# جون همفري
جون همفري (بالإنجليزية: John Peters Humphrey)‏‏ (30 أبريل 1905 - 14 مارس 1995) هو قانوني ومحامي ومدافع عن حقوق الإنسان كندي. اشتُهر بكونه صاحب مشروع الإعلان العالمي لحقوق الإنسان.

## حياته
استطاع المحامي الكندي، الدبلوماسي والعالم، جون بيترز همفري التغلّب على العقبات التي اعترضته في طفولته لكي يبرز كأحد المهندسين الرئيسيين للإعلان العالمي لحقوق الإنسان.
ولد همفري في عام 1905 في نيو برانزويك، بكندا، وفقد ذراعه اليسرى في حادث حريق عندما كان في سن السادسة. وتوفي والداه عندما كان طفلاً. تابع دراسته في جامعة ماونت اليسون في نيو برانزويك وفي جامعة مكغيل في مونتريال حيث درس التجارة والحقوق. وقد مارس بعد تخرجه مهنة المحاماة حتى العام 1936، وكان همفري آنذاك قد التحق بهيئة التعليم في كلية الحقوق في جامعة مكغيل حيث أصبح خبيراً مرموقاً في القانون الدولي.
وبينما كان يستعد لقضاء عطلته التي خطط لها طويلاً مع زوجته جان، تلقى مكالمة هاتفية من هنري لوجييه، وهو صديق قديم كان قد تعرّف عليه عندما كان هذا الأخير لاجئاً في مونتريال. كان لوجيه حينئذٍ قد أصبح يشغل منصب مساعد الأمين العام للأمم المتحدة المسؤول عن الشؤون الاجتماعية. وبدلاً من السعي لاستعادة ذكريات الأيام السالفة، كان لوجييه يرغب في طرح السؤال: هل يقبل همفري في أن يصبح مدير قسم حقوق الإنسان في الأمانة العامة لمنظمة الأمم المتحدة ؟ كانت الغاية من هذا المركز الذي أنشئ حديثاً حماية وتوطيد حقوق الإنسان. وكانت إحدى أهم مهام هذا القسم هي العمل مع لجنة حقوق الإنسان. وافق همفري على تولي هذا المنصب، وفي آب/أغسطس 1946 التحق بمنظمة الأمم المتحدة.
كانت الطريق للقيام بمهام هذه الوظيفة وعرة. فقد كتب همفري في مذكراته، التي حملت عنوان، حقوق الإنسان والأمم المتحدة: مغامرة كبرى، قائلاً: «كان علينا أن نحرث أرضا بكرا، ولكن هذه الأراضي كانت لا تزال غير مكتشفة». وقد وضعت لجنة أولية لحقوق الإنسان الأسس لتشكيل اللجنة الدائمة ولكن لم تتوفر لها أية تعليمات حول كيفية تحقيق غرض اللجنة، المتمثل في وضع مسودة للميثاق الدولي للحقوق.
أمضى همفري النصف الأخير من العام 1946 في اختيار الموظفين والتأقلّم مع الحياة في مدينة نيويورك حيث أنشأت الأمم المتحدة مركزها الرئيسي. باشرت لجنة حقوق الإنسان أعمالها في 27 كانون الثاني/يناير 1947 في ما وصفه همفري بأنه كان «تفاؤلاً مثيراً». وقد ضمت اللجنة، المكونة من 18 عضواً برئاسة إليانور روزفلت، طيفاً عريضاً من وجهات النظر الأيديولوجية المختلفة، وبذلك عكست الواقع السياسي الدولي. لكن تنوع الآراء عقّد إلى حدٍ كبير مهمة صياغة وثيقة تكون مقبولة من الجميع. فقامت السيدة روزفلت بتضييق عدد أعضاء لجنة إعداد مسودة الإعلان إلى ثمانية، لكن الاختلافات بقيت تهدد بإعاقة أي تقدم في صياغة النص. وهكذا، قررت السيدة روزفلت، بموافقة عضوي اللجنة زانع بينغجون وشارل مالك، بأن يتولى همفري مهمة كتابة نص المسودة.
ورغبة منه بالابتعاد عن الضجيج في مكتبه، انسحب همفري إلى منزله المؤقت في فندق ليدو بيتش في لونغ بيتش، نيويورك. وقد استخدم مجموعة متنوعة من النصوص التي أخذت من هيئات خاصة وغير حكومية مختلفة كأساس لعمله، ورسم همفري الخطوط العريضة لثمان وأربعين مادة في 400 صفحة. وقد عرف هذا العمل "بملخص أمانة السر"، لكن دور همفري الذي كان الكاتب الرئيسي لأول مسودة بقي مجهولاً حتى العام 1988. لم يرغب همفري في أن يدّعي لنفسه بأى شرف لقيامه بذلك. فقال في إحدى المرات لأحد محاوريه: "إن القول بأني وضعت المسودة بمفردي قد يكون بمثابة هراء... فالإعلان النهائي كان ثمرة عمل المئات.
والمئات قاموا فعلاً بتعديل الوثيقة الأصلية. ففي الواقع، كادت المناقشات المطولة ان تمنع الجمعية العامة للأمم المتحدة من التصويت على الإعلان العالمي. وجرى التصويت النهائي على الإعلان ليلة 10 كانون الأول/ديسمبر 1948 قبل يومين فقط من التاريخ المحدد لرفع الجلسات. وقد صادقت الجمعية العامة على هذه الوثيقة بامتناع ثمانية أعضاء فقط عن التصويت دون تصويت أي دولة ضدها.
ولم يكن اعتماد الإعلان العالمي لحقوق الإنسان أقل من اعتباره عملا جذريا. فقد كتب همفري يقول، "لم يحدث أبداً من قبل أي تطور أكثر ثورية في نظرية وممارسة القانون الدولي وتنظيمه من الاعتراف بأن حقوق الإنسان هي شأن يتمتع بالاهتمام الدولي.
واستمر همفري بالعمل في الأمم المتحدة إلى أن عاد لاستئناف عمله في جامعة مكغيل في العام 1966. ولكنه بقي ملتزماً بحماية حقوق الإنسان. فشارك همفري في تأسيس المؤسسة الكندية لحقوق الإنسان والفرع الكندي لمنظمة العفو الدولية. وحقق في الإساءات لحقوق الإنسان في الفيليبين، ومثّل نساء كوريات استخدمهن اليابانيون «كنساء للترفيه» خلال الحرب العالمية الثانية، ونظم حملة تطالب بدفع تعويضات إلى أسرى الحرب الكنديين الذين أُسيئت معاملتهم خلال تلك الحرب. منحته الحكومة الكندية وسام الاستحقاق من رتبة ضابط، وهو ارفع وسام مدني في كندا، تقديراً لجهوده التي لم تكن تعرف الكلل.
وفي الذكرى الأربعين للإعلان العالمي لحقوق الإنسان، منحته الأمم المتحدة جائزة حقوق الإنسان التي تمنح "لأفراد ساهموا بشكل بارز في تعزيز وحماية حقوق الإنسان والحريات الأساسية. وقد توفي همفري بعد ست سنوات عن عمر بلغ 89 عاماً.

## انظر ايضاً
- إليانور روزفلت
- رينيه كاسين

## وصلات خارجية
- صفحة الإعلان العالمي لحقوق الإنسان في موقع الأمم المتحدة
- المركز العربي الأوروبي لحقوق الإنسان والقانون الدولي
- Human Rights First - International human rights organization